# Sébastien Ostertag
Sébastien Ostertag, né le 16 mars 1979 à Paris XIIe, est un handballeur international français jouant au poste d'ailier gauche.
Avec l'équipe de France, il est champion du monde en 2009 et d'Europe en 2010.

## Carrière

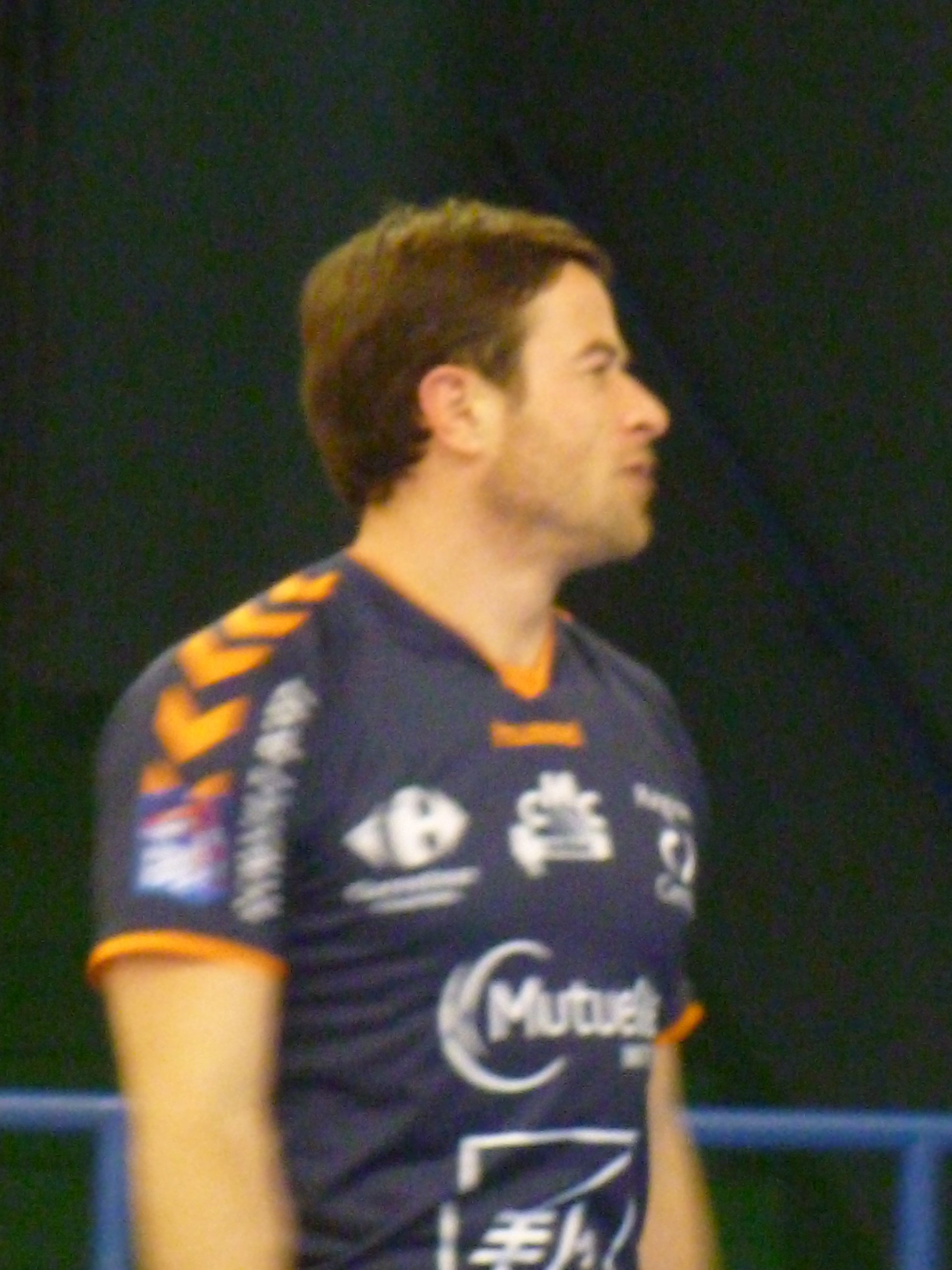
Ostertag avec le CMHB 28 en mars 2014.

Formé à Livry-Gargan, club avec lequel il devient champion de France cadet et junior, il commence sa carrière professionnelle toujours au LGHB en division élite, évoluant au poste d'ailier gauche. En 2005, il rejoint Tremblay, avec lequel il finit à la sixième place du championnat de France en 2007.
Il fut également international jeune, puis international A. Il participe ainsi aux Jeux méditerranéens de 2005 où la France se classe 7e, puis prend part au stage de préparation pour l'Euro 2008 en Norvège. Non retenu dans la sélection, il est rappelé en cours de compétition après la blessure du chambérien Laurent Busselier et remporte finalement la médaille de bronze.
En janvier 2009, il devient champion du monde en battant en finale les croates en Croatie, même si, remplaçant de Michaël Guigou, il a peu joué au cours de la compétition : il marque notamment un but en match de poule et joue quelques minutes en finale.
En 2010, il devient champion d'Europe, en disputant une bonne partie de la finale, gagnée 25-21 face à la Croatie, à nouveau.
En 2012, après 7 saisons au Tremblay-en-France Handball ponctuées d'une finale de la Coupe d'Europe des vainqueurs de coupe en 2011 et deux troisièmes place en Championnat de France, il rejoint Chartres Métropole Handball 28 en 2e division pour une durée de 3 ans. Après une longue blessure qui l'éloigne des terrains durant plusieurs mois, Ostertag fait son retour à la compétition au début de la saison 2013-2014.
Il met un terme à sa carrière en 2015 mais reste à Chartres en tant qu'éducateur salarié au club. En 2018, il est nommé adjoint de Jérôme Delarue au C' Chartres Métropole handball. Bien qu'obtenant la montée en première division avec le titre de champion de D2, le duo Delarue-Ostertag n'est pas reconduit pour la saison 2019-2020.

## Palmarès

### En équipe de France
- Médaille d'or au Championnat d'Europe 2010 en  Autriche

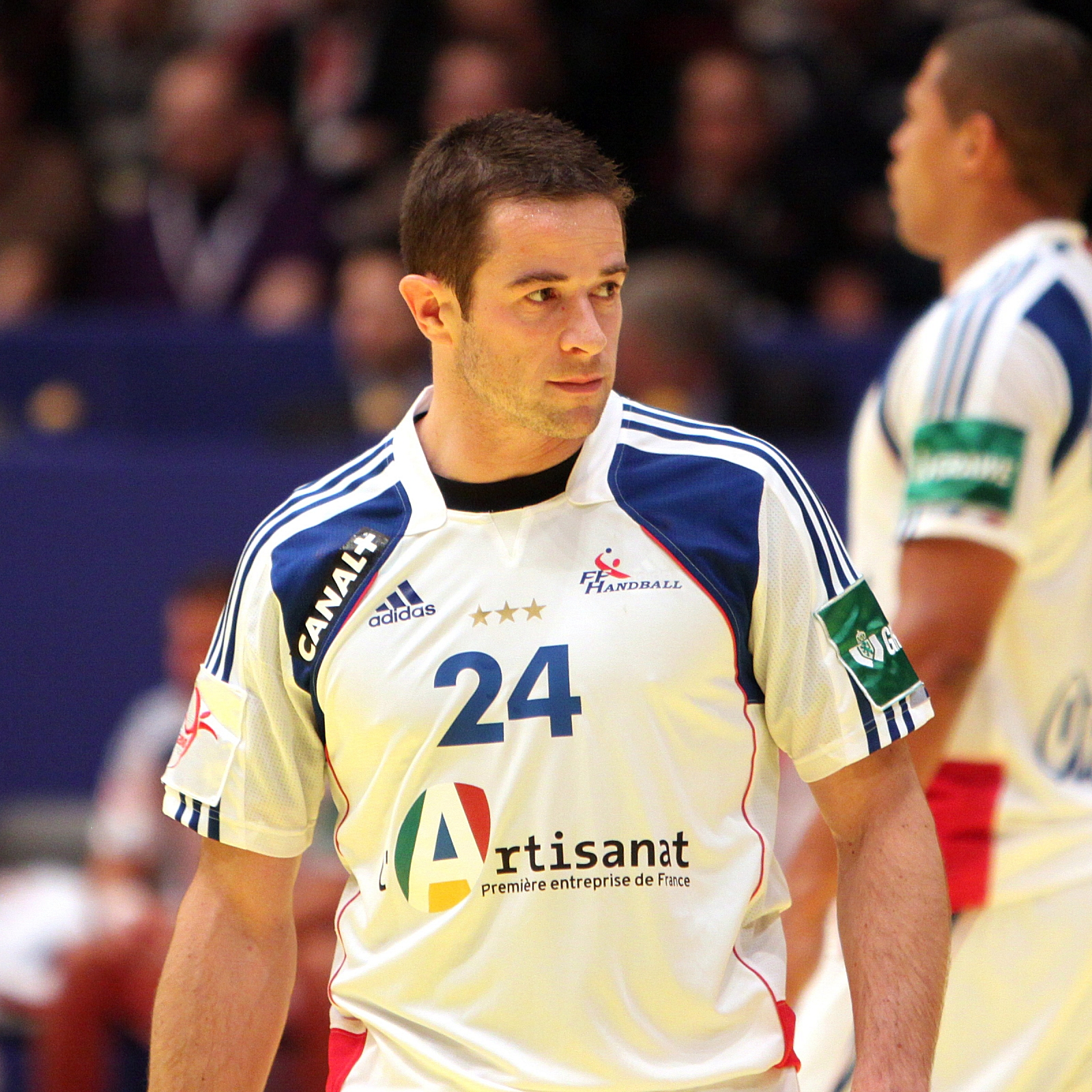
Ostertag en 2010 avec la France.

- Médaille d'or au Championnat du monde 2009 en  Croatie
- Médaillé de bronze au Championnat d'Europe 2008 en  Norvège
- Première sélection le 25 juin 2005 lors des Jeux méditerranéens

### En club
- Finaliste de la Coupe d'Europe des vainqueurs de coupe (1) : 2011 (avec Tremblay-en-France)
- Troisième du Championnat de France en 2009, 2010 (avec Tremblay-en-France)